# Inca porphyre
Coeligena helianthea
Espèce
Statut de conservation UICN

 LC  : Préoccupation mineure
Statut CITES
L'Inca porphyre (Coeligena helianthea) est une espèce de colibris de la sous-famille des Lesbiinae et de la tribu des Heliantheini.

## Distribution
L'Inca porphyre est présente en Colombie et dans l'ouest du Venezuela.

Carte de répartition de l'espèce

## Référence
(en) « Neotropical Birds Online », Cornell Lab of Ornithology, 28 août 2011